# SN 1999at
SN 1999at – supernowa typu Ia odkryta 18 lutego 1999 roku w galaktyce A102311+1759. W momencie odkrycia miała maksymalną jasność 18,80m.